# Mitrocomella brownei
Mitrocomella brownei is een hydroïdpoliep uit de familie Mitrocomidae. De poliep komt uit het geslacht Mitrocomella. Mitrocomella brownei werd in 1930 voor het eerst wetenschappelijk beschreven door Kramp. 